# الصديق الأمريكي
الصديق الأمريكي (بالألمانية: Der amerikanische Freund)‏ هو نوار-جديد، وفيلم دراما، وفيلم جريمة أُصدر في 1977. الفيلم من إخراج فيم فيندرز، أما السيناريو فكان من كتابة فيم فيندرز، وباتريشيا هايسميث.

## القصة
تقع أحداث الفيلم في ألمانيا.

## طاقم التمثيل
- دينيس هوبر
- ديفيد بلو
- Rudolf Schündler [الإنجليزية]‏
- بيتر ليلينتال
- إنزو روبوتي [الإنجليزية]‏
- فيم فيندرز
- جيرار بلين
- جان اوستاش
- ليزا كروزار
- برونو غانز
- لو كاستيل
- صامويل فولر
- دانيال شميد
- نيكولاس راي
- Sandy Whitelaw [الإنجليزية]‏

## الإنتاج
صوّر الفيلم في باريس، ونيويورك، وألمانيا، وميونخ، وبافاريا ، وكان روبي مولر مديرًا لتصوير الفيلم.
موسيقى الفيلم التصويرية كانت من تأليف يورغن كنيبر.

## وصلات خارجية
- الصديق الأمريكي على موقع IMDb (الإنجليزية)
- الصديق الأمريكي على موقع ميتاكريتيك (الإنجليزية)
- الصديق الأمريكي على موقع الموسوعة البريطانية (الإنجليزية)
- الصديق الأمريكي على موقع روتن توميتوز (الإنجليزية)
- الصديق الأمريكي على موقع ألو سيني (الفرنسية)
- الصديق الأمريكي على موقع أول موفي (الإنجليزية)
- الصديق الأمريكي على موقع بوكس أوفيس موجو (الإنجليزية)
- الصديق الأمريكي على موقع فيلمافينيتي (الإسبانية)
- الصديق الأمريكي على موقع قاعدة بيانات الأفلام السويدية (السويدية)
- الصديق الأمريكي على موقع قاعدة بيانات الفيلم (الإنجليزية)